# Эль-Курру

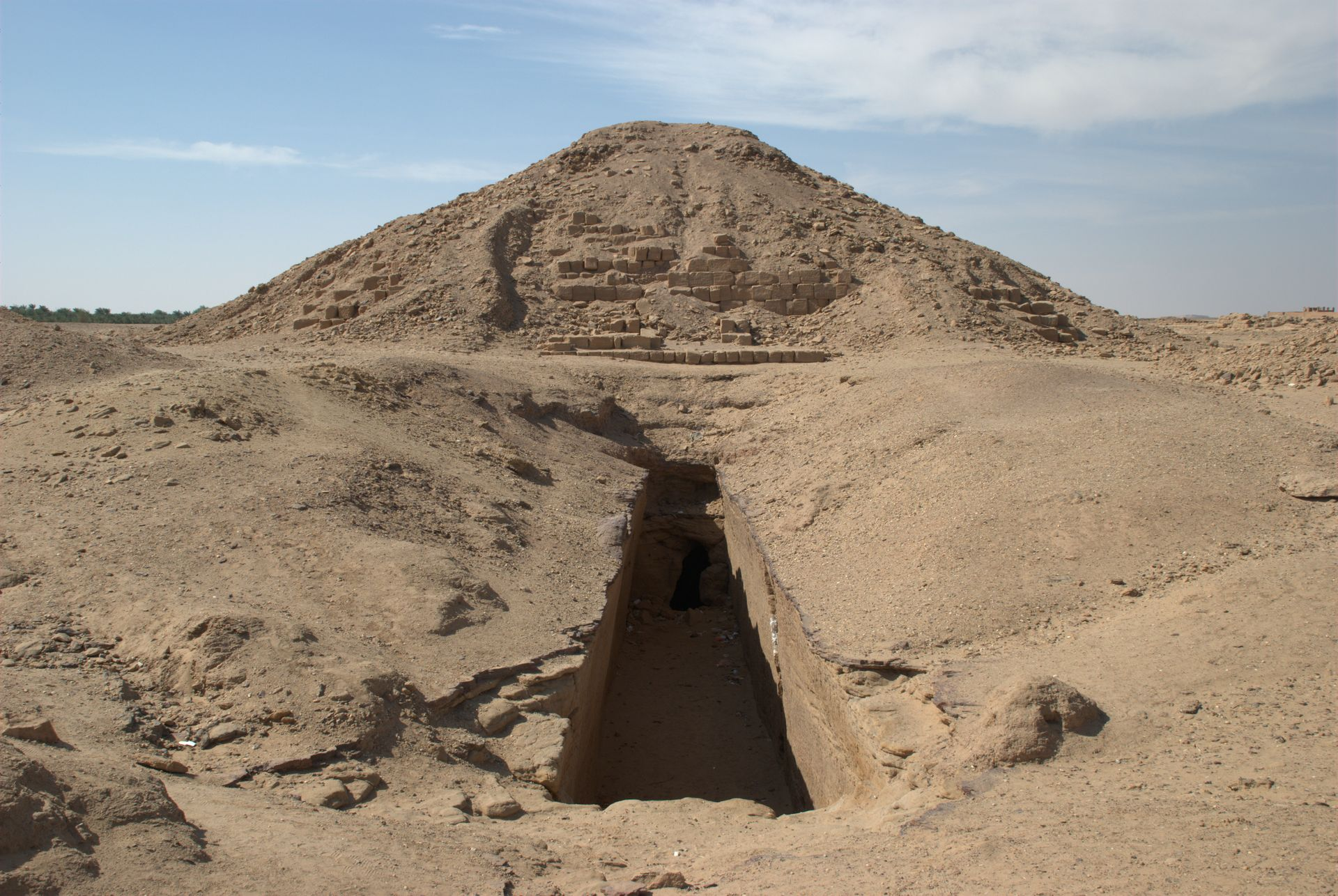
Пирамида в Эль-Курру

Эль-Курру — кладбище Нубийских царских семей. Большинство пирамид Эль-Курру датируется начальным периодом царства Куш, начиная с фараона Алара (795—752 гг. до н. э.) до фараона Настасена (335—315 гг. до н. э.).
Раскопками пирамид Эль-Курру занимался в начале XX века Джордж Рейснер. Район захоронений поделён двумя естественными расселинами на три части. Средняя часть является самой древней, захоронения на ней представляют собой могильники типа тумулус, и датируются обычно до-Напатской эпохой Кушитского царства. Джордж Рейснер датировал старейшее захоронение Tum.1 эпохой фараона Древнего Египта Шешонка I (ок. 850 гг. до н. э.), то есть за 200 лет до Напатской эпохи Кушитского царства. Среди современных исследователей преобладает датировка времён Нового царства, самые ранние оценки относятся к XX египетской династии, 1070 гг. до н. э., хотя популярны и оценки, совпадающие с датировкой Джорджа Рейснера.

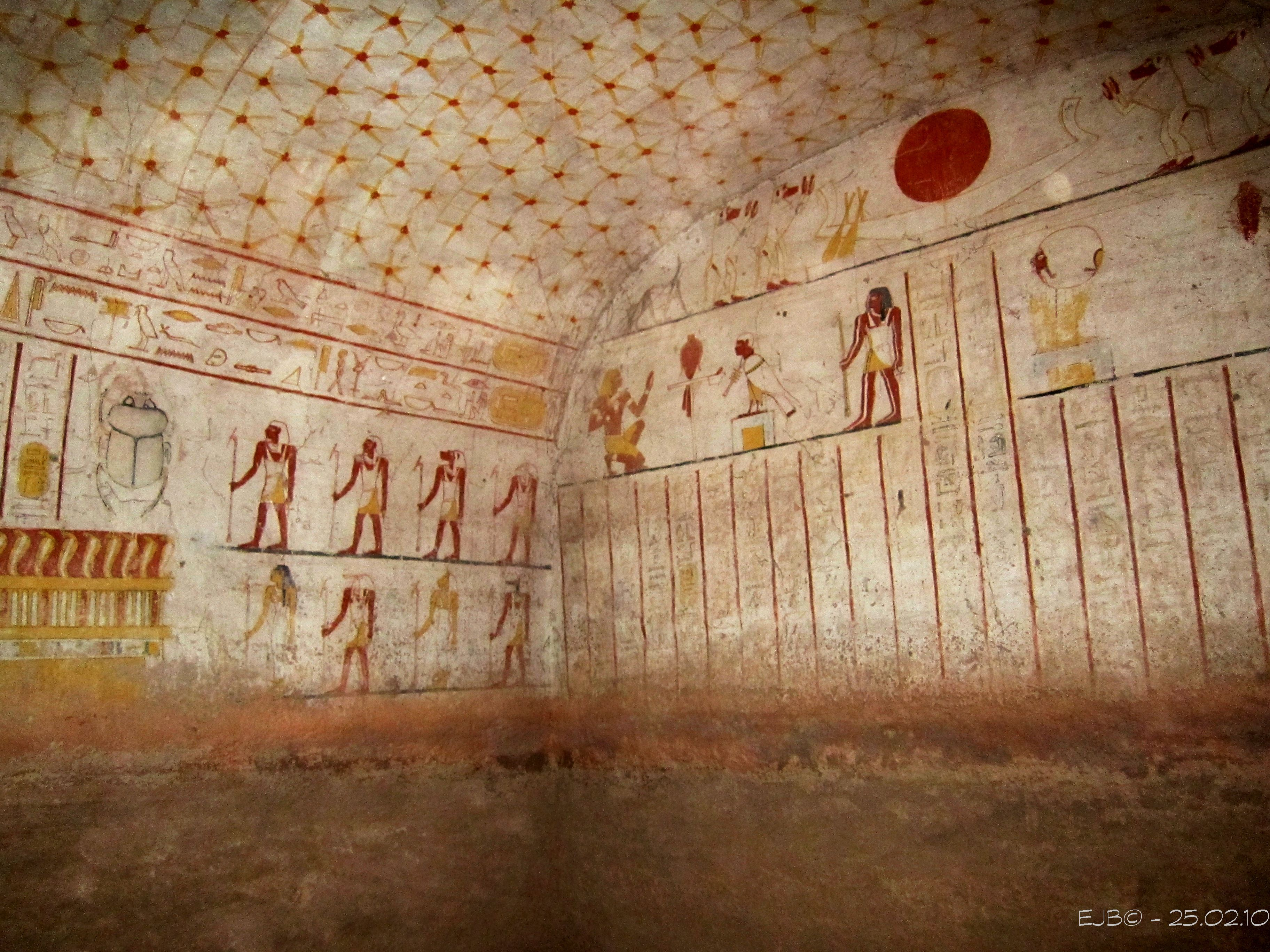
Погребальная камера пирамиды фараона Тануатамон

В верхней части кладбища расположены четыре захоронения типа тумулус (Tum.1,2,4 и 5). К северу от них, через северную расселину, находится захоронение Tum.6. К востоку от четырёх захоронений расположены восемь пирамид. Территория одной из них залезает на более древнее захоронение типа тумулус — Tum.19. Самая южная из них принадлежит фараону Кашта и, возможно, его жене Пебатма. Перед этим рядом находится другой ряд пирамид включая пирамиды фараонов Пианхи, Шабака и Тануатамона.
На юг от пирамиды Пебатма, через южную расселины расположен ряд пирамид цариц: Напарая (англ. Naparaye) (K.3), Хенса (англ. Khensa) (K.4), Калхата (англ. Qalhata) (K.5) и Арти (англ. Arty) (K.6).

## Древние захоронения
Пирамиды и захоронения Эль-Курру (среднее кладбище, древнейшие захоронения), до-Напатская эпоха Кушитского царства:
- Tum.1, древнейшее захоронение Эль-Курру
- Tum.2, захоронение, содержащее женский череп[3]
- Tum.4
- Tum.5
- Tum.6, захоронение к северу от Tum.1, через северную расселину
- Tum.19, захоронение к востоку от могильников типа тумулус. Поздняя пирамида K.13 частично наезжает на это захоронение

## Захоронения Напатской эпохи
Пирамиды датируемые Напатской эпохой Кушитского царства (ок. 750—650 гг. до н. э.) и позже:
- K.1 — Неизвестный фараон. Одна из самых больших пирамид. Расположена к югу от пирамиды Пианхи (K.17)[3] Датируется ок. 362—342 гг. до н. э. (после фараона Горсиотефа, но до фараона Ахратана).
- K.2
- K.3 — Царица Напарая (англ. Naparaye), дочь фараона Пианхи, сестра-жена фараона Тахарка
- K.4 — Царица Хенса (англ. Khensa), дочь фараона Кашта, сестра-жена фараона Пианхи
- K.5 — Царица Калхата[англ.], жена фараона Шабатака, мать фараона Тануатамона
- K.6 — Царица Арти (англ. Arty), дочь фараона Пианхи и сестра-жена фараона Шабатака
- K.7 — Возможно Царица Пебатма, жена фараона Кашта. Пирамида расположена прямо за пирамидой самого Кашта (K.8)
- K.8 — Фараон Кашта, отец фараона Пианхи
- K.9 — Возможно фараон Алара
- K.10
- K.11 — Захоронение, содержащее женский череп[3]
- K.13
- K.14
- K.15 — Фараон Шабака, сын фараона Кашта, брат фараона Пианхи
- K.16 — Фараон Тануатамон, сын фараона Шабатака и царицы Калхата (англ. Qalhata) (пирамида K.5)
- K.17 — Фараон Пианхи, сын фараона Кашта
- K.18 — Фараон Шабатака, сын фараона Кашта. Пирамида находится на западе от пирамиды Кашта и на юге от захоронений типа тумулу. В пирамиде найден череп, который может принадлежать фараону Шабатака[3]
- K.21
- K.23 — пирамида за пирамидой фараона Кашта (K.8)[3]. Возможно, Касага, жена фараона Алара
- K.52 — Царица Нефрукекашта (англ. Nefrukekashta), жена фараона Пианхи
- K.53 — Царица Табиру, дочь фараона Алара, жена фараона Пианхи
- K.54 — Возможно (англ. Peksater), дочь фараона Кашта , жена фараона Пианхи

## Захоронения лошадей
Примерно в 120 метрах от захоронений K.51-K.5 были найдены четыре ряда ритуальных захоронений лошадей (четыре, восемь, восемь и четыре захоронения). Первый ряд с четырьмя захоронениями относят к временам фараона Пианхи, следующий ряд датируют временами фараона Шабака, захоронения третьего ряда относят к фараону Шабатака, и последний ряд датируется временами фараона Тануатамона. Все захоронения лошадей были разграблены в древности, сохранившиеся останки позволяют предположить, что лошади были захоронены в стоячем положении, в полном парадном снаряжении.